# Associazione Sportiva Volley Lube 2023-2024
Questa voce raccoglie le informazioni riguardanti l'Associazione Sportiva Volley Lube nelle competizioni ufficiali della stagione 2023-2024.

## Stagione
Nella stagione 2023-24 l'Associazione Sportiva Volley Lube assume la denominazione sponsorizzata di Cucine Lube Civitanova.
Disputa la Supercoppa italiana, arrivando in finale dove viene battuta dalla Sir Safety Perugia.
Partecipa per la ventinovesima volta alla Superlega: chiude la regular season di campionato al quarto posto in classifica, qualificandosi per i play-off scudetto: viene sconfitta nelle serie dei quarti di finale dal Milano. Accede quindi ai play-off 5º posto, vincendoli, battendo in finale il Verona.
A seguito del quinto posto in classifica al termine del girone di andata, si qualifica per la Coppa Italia: è eliminata nei quarti di finale dal Milano.
I risultati ottenuti nella stagione 2022-23 consentono alla Lube di disputare la Champions League: concluso il girone al primo posto, supera i quarti di finale battendo l'Halkbank, per poi uscire in semifinale superata dalla Trentino (nonostante una vittoria a testa si qualifica la formazione trentina poiché conquista più punti al netto della vittoria per 3-1 e la sconfitta per 3-2).

## Organigramma societario
Area direttiva
- Presidente: Simona Sileoni
- Presidente onorario: Fabio Giulianelli, Luciano Sileoni
- Vicepresidente: Albino Massaccesi
- Amministratore delegato: Albino Massaccesi
- Team manager: Matteo Carancini
- Segreteria generale: Sonia Emiliozzi
- Direttore generale: Giuseppe Cormio
- Responsabile logistica: Claudio Leonardi

Area tecnica
- Allenatore: Gianlorenzo Blengini (fino al 9 aprile 2004), Romano Giannini (dal 9 aprile 2004)
- Allenatore in seconda: Romano Giannini (fino al 9 aprile 2004), Enrico Massaccesi (dal 9 aprile 2004)
- Assistente allenatore: Enrico Massaccesi (fino al 9 aprile 2004), Alessandro Zarroli
- Scout man: Alessandro Zarroli
- Responsabile settore giovanile: Giampiero Freddi

Area comunicazione
- Ufficio stampa e comunicazione: Michele Campagnoli
- Relazioni esterne: Marco Tentella
- Account: Chiara Ubaldi
- Responsabile rapporti sponsor: Mirko Giardetti
- Social media manager: Gaia Cormio
- Webmaster: Mirko Giardetti
- Grafica: Cristina Vincenzi

Area marketing
- Ufficio marketing: Paolo Prenna

Area sanitaria
- Medico: Mariano Avio, Danilo Compagnucci
- Preparatore atletico: Massimo Merazzi
- Fisioterapista: Marco Frontaloni, Tommaso Pagnanelli
- Nutrizionista: Alessandro Marinelli
- Consulente ortopedico: Massimo Balsano

## Rosa
| N° | Nome                  | Ruolo | Data di nascita  | Nazionalità sportiva |
| -- | --------------------- | ----- | ---------------- | -------------------- |
| 1  | Barthélémy Chinenyeze | C     | 28 febbraio 1998 | Francia              |
| 2  | Jakob Thelle          | P     | 10 dicembre 1999 | Norvegia             |
| 4  | Matheus Motzo         | O     | 9 settembre 1999 | Italia               |
| 6  | Francesco Bisotto     | L     | 20 maggio 2002   | Italia               |
| 7  | Fabio Balaso          | L     | 20 ottobre 1995  | Italia               |
| 9  | Ivan Zaytsev          | O     | 2 ottobre 1988   | Italia               |
| 10 | Adis Lagumdžija       | O     | 29 marzo 1999    | Turchia              |
| 11 | Aleksandăr Nikolov    | S     | 30 novembre 2003 | Bulgaria             |
| 12 | Enrico Diamantini     | C     | 4 aprile 1993    | Italia               |
| 15 | Luciano De Cecco      | P     | 2 giugno 1988    | Argentina            |
| 17 | Simone Anzani         | C     | 24 febbraio 1992 | Italia               |
| 21 | Mattia Bottolo        | S     | 3 gennaio 2000   | Italia               |
| 22 | Jacopo Larizza        | C     | 22 agosto 1998   | Italia               |
| 23 | Marlon Yant           | S     | 23 maggio 2001   | Cuba                 |

## Mercato
| Acquisti | Acquisti          | Acquisti         | Acquisti   |
| R.       | Nome              | da               | Modalità   |
| -------- | ----------------- | ---------------- | ---------- |
| L        | Francesco Bisotto | Cuneo            | definitivo |
| O        | Adis Lagumdžija   | Modena           | definitivo |
| C        | Jacopo Larizza    | Prisma Taranto   | definitivo |
| O        | Matheus Motzo     | Lupi Santa Croce | definitivo |
| P        | Jakob Thelle      | Hawaii           | definitivo |

| Cessioni | Cessioni          | Cessioni     | Cessioni   |
| R.       | Nome              | a            | Modalità   |
| -------- | ----------------- | ------------ | ---------- |
| C        | Ionut Ambrose     | CUS Cagliari | definitivo |
| L        | Francesco D'Amico | Verona       | definitivo |
| O        | Gabriel García    | Padova       | definitivo |
| S        | Mattia Gottardo   | Cuneo        | definitivo |
| P        | Daniele Sottile   | Cuneo        | definitivo |

## Risultati

### Superlega

#### Girone di andata
| 1ª giornata - 22 ottobre 2023 PalaCivitanova, Civitanova Marche          | Lube               | 0 - 3 | Milano               | 23-25, 21-25, 22-25               |
| 2ª giornata - 29 ottobre 2023 PalaSanLazzaro, Padova                     | Padova             | 0 - 3 | Lube                 | 22-25, 20-25, 21-25               |
| 3ª giornata - 5 novembre 2023 PalaCivitanova, Civitanova Marche          | Lube               | 3 - 2 | Sir Safety Perugia   | 20-25, 35-33, 25-21, 16-25, 22-20 |
| 4ª giornata - 12 novembre 2023 Palalido, Milano                          | Powervolley Milano | 3 - 0 | Lube                 | 25-21, 27-25, 25-21               |
| 5ª giornata - 15 novembre 2023 PalaCivitanova, Civitanova Marche         | Lube               | 3 - 0 | Saturnia Acicastello | 25-22, 25-19, 25-16               |
| 6ª giornata - 19 novembre 2023 PalaPanini, Modena                        | Modena             | 0 - 3 | Lube                 | 20-25, 19-25, 20-25               |
| 7ª giornata - 26 novembre 2023 PalaCivitanova, Civitanova Marche         | Lube               | 3 - 2 | Prisma Taranto       | 25-22, 22-25, 21-25, 25-22, 18-16 |
| 8ª giornata - 3 dicembre 2023 PalaCivitanova, Civitanova Marche          | Lube               | 0 - 3 | Trentino             | 17-25, 22-25, 16-25               |
| 9ª giornata - 8 dicembre 2023 Palazzetto dello Sport, Cisterna di Latina | Cisterna           | 1 - 3 | Lube                 | 14-25, 21-25, 25-22, 19-25        |
| 10ª giornata - 17 dicembre 2023 PalaBanca, Piacenza                      | You Energy         | 2 - 3 | Lube                 | 27-29, 20-25, 25-21, 25-22, 10-15 |
| 11ª giornata - 26 dicembre 2023 PalaCivitanova, Civitanova Marche        | Lube               | 2 - 3 | Verona               | 25-22, 25-18, 16-25, 23-25, 12-15 |

#### Girone di ritorno
| 12ª giornata - 30 dicembre 2023 Arena di Monza, Monza             | Milano               | 1 - 3 | Lube               | 27-25, 21-25, 22-25, 23-25        |
| 13ª giornata - 6 gennaio 2024 PalaCivitanova, Civitanova Marche   | Lube                 | 3 - 0 | Padova             | 25-19, 25-17, 25-23               |
| 14ª giornata - 14 gennaio 2024 PalaEvangelisti, Perugia           | Sir Safety Perugia   | 3 - 0 | Lube               | 25-14, 25-20, 25-17               |
| 15ª giornata - 21 gennaio 2024 PalaCivitanova, Civitanova Marche  | Lube                 | 3 - 2 | Powervolley Milano | 25-19, 27-25, 22-25, 15-25, 15-12 |
| 16ª giornata - 24 gennaio 2024 PalaCatania, Catania               | Saturnia Acicastello | 2 - 3 | Lube               | 25-13, 14-25, 28-26, 15-25, 10-15 |
| 17ª giornata - 4 febbraio 2024 PalaCivitanova, Civitanova Marche  | Lube                 | 3 - 0 | Modena             | 25-21, 27-25, 25-23               |
| 18ª giornata - 11 febbraio 2024 PalaMazzola, Taranto              | Prisma Taranto       | 1 - 3 | Lube               | 25-23, 22-25, 22-25, 28-30        |
| 19ª giornata - 14 febbraio 2024 PalaTrento, Trento                | Trentino             | 3 - 1 | Lube               | 25-22, 19-25, 25-19, 25-21        |
| 20ª giornata - 18 febbraio 2024 PalaCivitanova, Civitanova Marche | Lube                 | 3 - 2 | Cisterna           | 23-25, 20-25, 25-17, 25-18, 15-11 |
| 21ª giornata - 25 febbraio 2024 PalaCivitanova, Civitanova Marche | Lube                 | 0 - 3 | You Energy         | 21-25, 27-29, 22-25               |
| 22ª giornata - 3 marzo 2024 PalaOlimpia, Verona                   | Verona               | 0 - 3 | Lube               | 25-27, 19-25, 22-25               |

#### Play-off scudetto
| Quarti di finale (gara 1) - 6 marzo 2024 PalaCivitanova, Civitanova Marche  | Lube   | 1 - 3 | Milano | 26-28, 25-20, 11-25, 20-25        |
| Quarti di finale (gara 2) - 10 marzo 2024 Arena di Monza, Monza             | Milano | 3 - 1 | Lube   | 24-26, 25-18, 25-21, 25-20        |
| Quarti di finale (gara 3) - 17 marzo 2024 PalaCivitanova, Civitanova Marche | Lube   | 3 - 2 | Milano | 21-25, 30-28, 21-25, 25-22, 15-11 |
| Quarti di finale (gara 4) - 24 marzo 2024 Arena di Monza, Monza             | Milano | 2 - 3 | Lube   | 18-25, 25-23, 22-25, 25-18, 13-15 |
| Quarti di finale (gara 5) - 27 marzo 2024 PalaCivitanova, Civitanova Marche | Lube   | 1 - 3 | Milano | 23-25, 23-25, 25-20, 22-25        |

#### Play-off 5º posto
| 1ª giornata - 4 aprile 2024 PalaCivitanova, Civitanova Marche  | Lube       | 3 - 1 | Modena   | 25-20, 25-19, 10-25, 25-22        |
| 2ª giornata - 7 aprile 2024 PalaSanLazzaro, Padova             | Padova     | 3 - 0 | Lube     | 25-18, 25-21, 25-23               |
| 3ª giornata - 10 aprile 2024 PalaCivitanova, Civitanova Marche | Lube       | 0 - 3 | Verona   | 22-25, 23-25, 17-25               |
| 4ª giornata - 14 aprile 2024 PalaCivitanova, Civitanova Marche | Lube       | 3 - 0 | Cisterna | 25-18, 25-19, 25-11               |
| 5ª giornata - 17 aprile 2024 PalaBanca, Piacenza               | You Energy | 1 - 3 | Lube     | 14-25, 22-25, 25-20, 21-25        |
| Semifinali - 22 aprile 2024 PalaBanca, Piacenza                | You Energy | 2 - 3 | Lube     | 18-25, 24-26, 25-21, 27-25, 12-15 |
| Finale - 27 aprile 2024 PalaOlimpia, Verona                    | Verona     | 1 - 3 | Lube     | 25-23, 18-25, 24-26, 22-25        |

### Coppa Italia
| Quarti di finale - 3 gennaio 2024 Arena di Monza, Monza | Milano | 3 - 1 | Lube | 31-33, 25-20, 25-15, 25-23 |

### Supercoppa italiana
| Semifinale - 31 ottobre 2023 Biella Forum, Biella | You Energy | 0 - 3 | Lube               | 22-25, 16-25, 18-25               |
| Finale - 1º novembre 2023 Biella Forum, Biella    | Lube       | 2 - 3 | Sir Safety Perugia | 25-22, 25-23, 21-25, 32-34, 12-15 |

### Champions League

#### Fase a gironi
| 1ª giornata - 22 novembre 2023 PalaCivitanova, Civitanova Marche | Lube          | 3 - 0 | Arcada Galați | 25-17, 25-19, 25-23               |
| 2ª giornata - 30 novembre 2023 Aréna Sparta, Praga               | Lvi Praha     | 0 - 3 | Lube          | 22-25, 17-25, 23-25               |
| 3ª giornata - 12 dicembre 2023 Steengoed Arena, Maaseik          | Maaseik       | 0 - 3 | Lube          | 22-25, 25-27, 24-26               |
| 4ª giornata - 21 dicembre 2023 PalaCivitanova, Civitanova Marche | Lube          | 3 - 0 | Lvi Praha     | 25-20, 25-23, 25-23               |
| 5ª giornata - 9 gennaio 2024 Sala Sporturilor Dunărea, Galati    | Arcada Galați | 3 - 2 | Lube          | 21-25, 25-23, 25-20, 16-25, 15-10 |
| 6ª giornata - 17 gennaio 2024 PalaCivitanova, Civitanova Marche  | Lube          | 3 - 0 | Maaseik       | 25-18, 25-15, 25-19               |

#### Fase a eliminazione diretta
| Quarti di finale (andata) - 21 febbraio 2024 Başkent Voleybol Salonu, Ankara    | Halkbank | 1 - 3 | Lube     | 21-25, 21-25, 27-25, 22-25       |
| Quarti di finale (ritorno) - 28 febbraio 2024 PalaCivitanova, Civitanova Marche | Lube     | 3 - 1 | Halkbank | 25-23, 20-25, 25-15, 25-23       |
| Semifinali (andata) - 13 marzo 2024 PalaTrento, Trento                          | Trentino | 3 - 1 | Lube     | 25-17, 16-25, 25-18, 25-23       |
| Semifinali (ritorno) - 21 marzo 2024 PalaCivitanova, Civitanova Marche          | Lube     | 3 - 2 | Trentino | 26-24, 20-25, 22-25, 25-18, 15-9 |

## Statistiche

### Statistiche di squadra
| Competizione        | Punti | In casa | In casa | In casa | In trasferta | In trasferta | In trasferta | Totale | Totale | Totale |
| Competizione        | Punti | G       | V       | P       | G            | V            | P            | G      | V      | P      |
| ------------------- | ----- | ------- | ------- | ------- | ------------ | ------------ | ------------ | ------ | ------ | ------ |
| Superlega           | 40/9  | 17      | 10      | 7       | 17           | 12           | 5            | 34     | 22     | 12     |
| Coppa Italia        | -     | 0       | 0       | 0       | 1            | 0            | 1            | 1      | 0      | 1      |
| Supercoppa italiana | -     | -       | -       | -       | -            | -            | -            | 2      | 1      | 1      |
| Champions League    | 16    | 5       | 5       | 0       | 5            | 3            | 2            | 10     | 8      | 2      |
| Totale              | -     | 22      | 15      | 7       | 23           | 15           | 8            | 47     | 31     | 16     |

G = partite giocate; V = partite vinte; P = partite perse

### Statistiche dei giocatori
| Giocatore     | Superlega | Superlega | Superlega | Superlega | Superlega | Coppa Italia | Coppa Italia | Coppa Italia | Coppa Italia | Coppa Italia | Supercoppa italiana | Supercoppa italiana | Supercoppa italiana | Supercoppa italiana | Supercoppa italiana | Champions League | Champions League | Champions League | Champions League | Champions League | Totale | Totale | Totale | Totale | Totale |
| Giocatore     | P         | PT        | AV        | MV        | BV        | P            | PT           | AV           | MV           | BV           | P                   | PT                  | AV                  | MV                  | BV                  | P                | PT               | AV               | MV               | BV               | P      | PT     | AV     | MV     | BV     |
| ------------- | --------- | --------- | --------- | --------- | --------- | ------------ | ------------ | ------------ | ------------ | ------------ | ------------------- | ------------------- | ------------------- | ------------------- | ------------------- | ---------------- | ---------------- | ---------------- | ---------------- | ---------------- | ------ | ------ | ------ | ------ | ------ |
| S. Anzani     | 33        | 142       | 83        | 49        | 10        | 1            | 1            | 1            | 0            | 0            | 2                   | 0                   | 0                   | 0                   | 0                   | 7                | 35               | 16               | 16               | 3                | 43     | 178    | 100    | 65     | 13     |
| F. Balaso     | 33        | 0         | 0         | 0         | 0         | 1            | 0            | 0            | 0            | 0            | 2                   | 0                   | 0                   | 0                   | 0                   | 9                | 0                | 0                | 0                | 0                | 45     | 0      | 0      | 0      | 0      |
| F. Bisotto    | 14        | 0         | 0         | 0         | 0         | 0            | 0            | 0            | 0            | 0            | 0                   | 0                   | 0                   | 0                   | 0                   | 4                | 0                | 0                | 0                | 0                | 18     | 0      | 0      | 0      | 0      |
| M. Bottolo    | 32        | 178       | 141       | 21        | 16        | 1            | 0            | 0            | 0            | 0            | 0                   | 0                   | 0                   | 0                   | 0                   | 8                | 34               | 29               | 4                | 1                | 41     | 212    | 170    | 25     | 17     |
| B. Chinenyeze | 32        | 251       | 197       | 40        | 14        | 1            | 9            | 6            | 1            | 2            | 2                   | 15                  | 12                  | 3                   | 0                   | 10               | 78               | 57               | 16               | 5                | 45     | 353    | 272    | 60     | 21     |
| L. De Cecco   | 34        | 60        | 30        | 19        | 11        | 1            | 1            | 1            | 0            | 0            | 2                   | 3                   | 2                   | 1                   | 0                   | 10               | 20               | 13               | 5                | 2                | 47     | 84     | 46     | 25     | 13     |
| E. Diamantini | 30        | 70        | 51        | 18        | 1         | 1            | 0            | 0            | 0            | 0            | 2                   | 15                  | 9                   | 6                   | 0                   | 10               | 10               | 8                | 2                | 0                | 43     | 95     | 68     | 26     | 1      |
| A. Lagumdžija | 34        | 522       | 416       | 54        | 52        | 1            | 19           | 15           | 2            | 2            | 2                   | 31                  | 25                  | 4                   | 2                   | 10               | 161              | 131              | 12               | 18               | 47     | 733    | 587    | 72     | 74     |
| J. Larizza    | 9         | 5         | 4         | 1         | 0         | 0            | 0            | 0            | 0            | 0            | 2                   | 0                   | 0                   | 0                   | 0                   | 4                | 10               | 7                | 3                | 0                | 15     | 15     | 11     | 4      | 0      |
| M. Motzo      | 23        | 7         | 3         | 0         | 4         | 1            | 2            | 2            | 0            | 0            | 1                   | 0                   | 0                   | 0                   | 0                   | 8                | 5                | 2                | 0                | 3                | 33     | 14     | 7      | 0      | 7      |
| A. Nikolov    | 32        | 418       | 362       | 23        | 33        | 1            | 16           | 13           | 2            | 1            | 2                   | 29                  | 22                  | 3                   | 4                   | 10               | 135              | 121              | 6                | 8                | 45     | 598    | 518    | 34     | 46     |
| J. Thelle     | 20        | 4         | 0         | 0         | 4         | 1            | 0            | 0            | 0            | 0            | 0                   | 0                   | 0                   | 0                   | 0                   | 6                | 8                | 4                | 0                | 4                | 27     | 12     | 4      | 0      | 8      |
| M. Yant       | 31        | 279       | 228       | 26        | 25        | 1            | 11           | 10           | 1            | 0            | 2                   | 7                   | 3                   | 1                   | 3                   | 10               | 129              | 116              | 8                | 5                | 37     | 426    | 357    | 36     | 33     |
| I. Zaytsev    | 25        | 170       | 142       | 17        | 11        | 1            | 7            | 7            | 0            | 0            | 2                   | 24                  | 20                  | 3                   | 1                   | 4                | 3                | 2                | 1                | 0                | 32     | 204    | 171    | 21     | 12     |

P = presenze; PT = punti totali; AV = attacchi vincenti; MV = muri vincenti; BV = battute vincenti